# مخطوطة رشيدة للشاهنامه

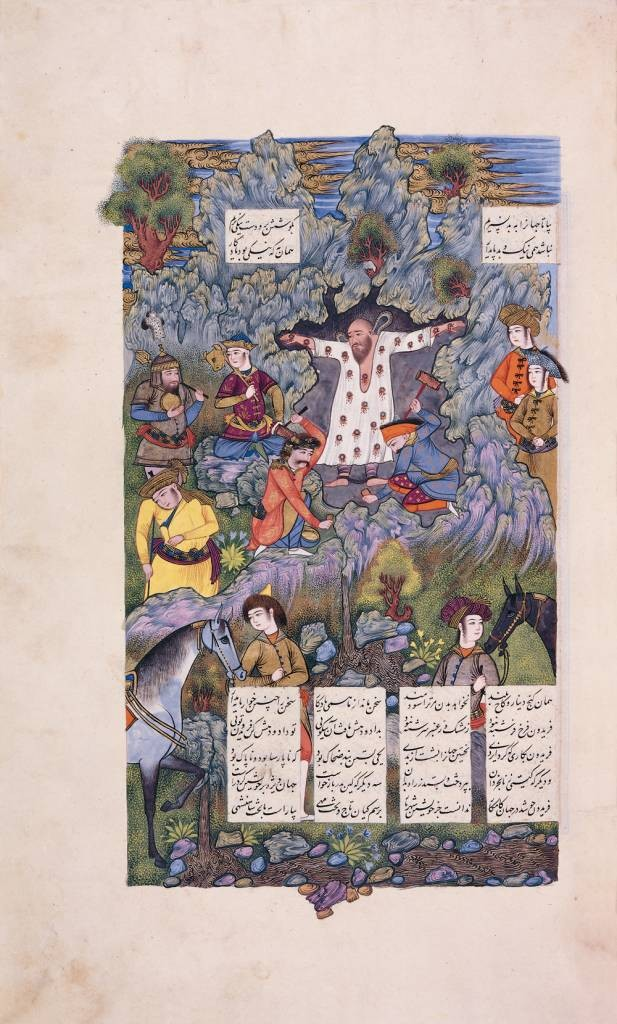
صفحة من شاهنامه رشيدة، حيث فريدون يثبت الضحاك على جدران كهف في جبل دماوند.

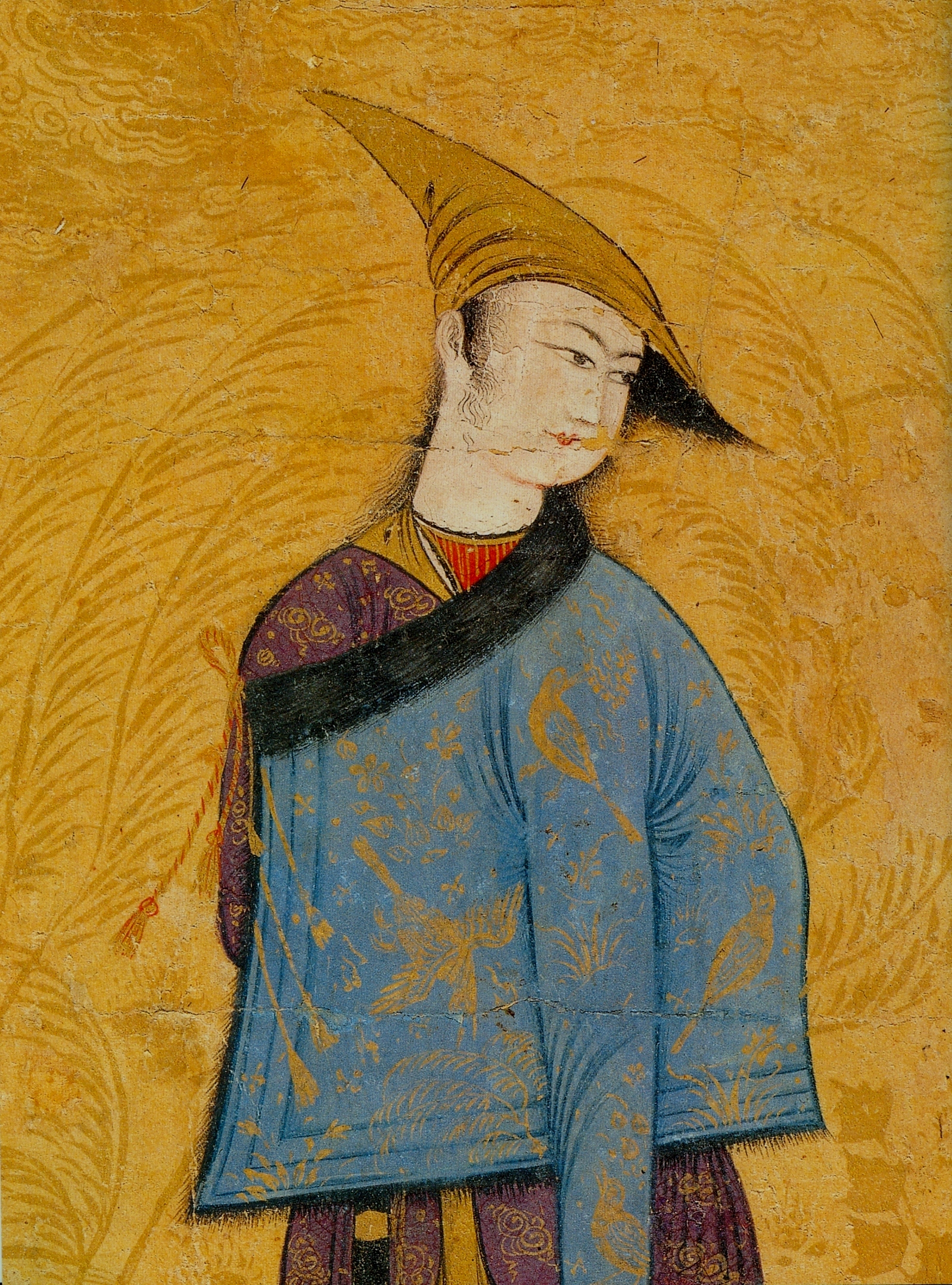
وقد نسبت منمنمات هذه المخطوطة إلى محمد يوسف الرسام

مخطوطة رشيدة للشاهنامه هي مخطوطة مصورة للشاهنامة، الملحمة الوطنية لإيران الكبرى. تحتوي على 738 صفحة وفيه 93 صورة مصغرة لمدرسة أصفهان. وقد نُسبت هذه المنمنمات إلى محمد يوسف الرسام، وهو رسام من العصر الصفوي. يعود تاريخ هذه المخطوطة إلى القرن السابع عشر وهي موجودة الآن في قصر جولستان. وقد نُسب فن الخط في هذه المخطوطة إلى عبد الرشيد الديلمي، ولذلك سميت بمخطوطة رشيدة.
إن المنمنمات الموجودة في هذه الشاهنامة تشبه إلى حد كبير المنمنمات الموجودة في شاهنامة وندسور، لذا فقد اقترح البعض أن هذه المخطوطات قد أعدها نفس الرسامين.